# アンドレイ・アニハーノフ
アンドレイ・アニハーノフ（ロシア語: Андрей Анатольевич Аниханов；ラテン文字転写例: Andrey Anikhanov、1965年1月11日 - ）は、ロシアの指揮者。

## 経歴
1965年、レニングラードで生まれた。グリンカ記念合唱学校に入学し、その後レニングラード音楽院に進んだ。合唱指揮を先行して1988年に修了、オペラと交響楽指揮を専攻して1922年に修了した。1987年全ソ連青年指揮者コンクールに優勝して一躍楽壇の寵児となった。
1989年より指揮者として活動を始め、1992年に27歳という異例の若さでレニングラード国立歌劇場管弦楽団の首席指揮者となって以来、音楽監督も兼任している。しかし2008年5月、同歌劇場の運営体制に抗議し辞任する。他にはサンクトペテルブルク交響楽団やサンクトペテルブルク・フィルハーモニー管弦楽団を激務の合間で振っている。またサンクトペテルブルク復活音楽祭の音楽監督を務めるほか、ローマ歌劇場、ナント歌劇場、シチリア音楽祭にも何度か招聘されており、特にローマ歌劇場ではバレエの多くを委ねられている。なお2009年より東京ニューシティ管弦楽団の指揮者に就任し、2010年よりロストフ歌劇場の指揮者に就任した。

## 演奏活動・録音
録音
オーケストラとの演奏・録音活動も頻繁であり、ナクソス・レーベルにリムスキー・コルサコフの交響曲全集を、他のレーベルからもチャイコフスキーの交響曲全集やモーツァルトの歌曲等を録音した。他にグッド・ホープに「悲愴」「三大バレエ」「特選クラシック名曲集」を録音した。またロシアの現代作曲家を度々録音している。
交友
交友としてはヴァレリー・ゲルギエフのほか西本智実がいる。特に西本を高く評価しており、歌劇場での出演機会を度々提供している。

## 日本との関係
1991年からバレエ団に帯同する形で毎年来日を果たす。しかも一度来日すると、約3ヶ月間を連日のように公演をこなしていく強行軍だった。その後、歌劇場に帯同、オーケストラのみとの来日も増えて行った。2006年には単身来日して京都市交響楽団を振っている。2008年3月には単身来日し、牧阿佐美バレエ団に協力してロイヤル・メトロポリタン管弦楽団を指揮している。なお2009年には東京ニューシティ管弦楽団の客演指揮者に就任することが発表され、主催公演のほかバレエ公演も頻繁に指揮するようになった。このように日本における滞在時間がきわめて長いことで知られる。

## エピソード・インタビュー
- 尊敬する作曲家は、チャイコフスキーとラフマニノフであることをインタビューで語った。
- 指揮者は通常、主催者が用意する車両でホテルを往復するが、アニハーノフは地下鉄通勤だった。
- バレエ雑誌「ダンスマガジン」の取材にて、髪型についてのインタビューを受ける。本人は地毛でありパーマは天然であることを明言した。